# 小川後楽 (6代目)
6代目 小川 後楽（おがわ こうらく、1940年4月22日 - 2016年9月19日）は、煎茶家（小川流煎茶6代目家元）。筆名は楢林 忠男。京都造形芸術大学教授および同大学理事を兼任した。また関西学院大学非常勤講師、佛教大学客員教授としても教壇に立った。専門は日本文化論、伝統芸能史。

## 略歴
京都府京都市出身。1963年（昭和38年）、立命館大学文学部日本史学科卒業。奈良本辰也の下で日本近世思想史を専攻し、卒業後は京都芸術文化研究所に入所した。1971年（昭和46年）、小川流煎茶家元を継承する。
1991年（平成3年）より、京都造形芸術大学客員教授に就任。
1979年（昭和54年）、第1回訪中以後、ほぼ毎年1-3回、現在までにおよそ四十回近く訪中。また過去、陝西師範大学、雲南民族学院、北京大学等に短期留学の経験もある。喫茶文化のルーツへの強い関心から、中国各地の名茶及び、茶の文化・歴史等を現地調査を重ねる。中国の歴史、とりわけ中国喫茶史に造詣が深く、日中の喫茶史をテーマに、新聞・雑誌・テレビ・ラジオ・講演等で公表。
また、日本庭園研究センター（京都造形芸術大学内）代表尼崎博正らと共に近代庭園の空間特質に見られる煎茶的要素に関する研究の為、現地調査を重ねる。同センター発表の2005年（平成17年）「近代庭園の空間特質に見られる煎茶的要素に関する研究」の論文にて「煎茶文化と煎茶的要素」を担当し発表する。
2016年9月19日に肺がんのため死去。

## 主な著書

### 小川後楽 名義
- 『煎茶入門』保育社カラーブックス 1979年
- 『煎茶席の花』保育社カラーブックス 1986年
- 『茶の文化史 喫茶趣味の流れ』文一総合出版 1980年
- 『煎茶器の基礎知識』光村推古書院 1986年
- 『煎茶を学ぶ』角川書店 1998年
- 『煎茶への招待』NHKライブラリー 1998年
- 『煎茶道具名品集』淡交社 2003年
- 『茶の精神(こころ)をたずねて 時を追い、地を駆けて』平凡社 2013年
- 『漱石と煎茶』平凡社新書 2017年

監修
- 『日本茶業史資料集成』全24冊、文生書院、2003-04年
- 『しっかりわかる、煎茶入門』淡交社 2010年

### 楢林忠男 名義
- 『日本の茶書 1・2』（林屋辰三郎、横井清共編訳）平凡社東洋文庫 1971-72年。オンデマンド版2007
- 『文人への照射 丈山・淇園・竹田』 淡交社・淡交選書 1975年
- 『煎茶の世界』 徳間書店 1976年
- 『碧山への夢 煎茶に魅せられた人々』 講談社 1985年
- 『蘭学事始・野叟独語 ほか』（分担共訳）中央公論新社・中公クラシックス 2004年。元版「日本の名著」中央公論社